# Hirokazu Ōtsubo
Hirokazu Ōtsubo (japanisch 大坪 博和 Ōtsubo Hirokazu; * 7. Dezember 1979 in der Präfektur Fukuoka) ist ein ehemaliger japanischer Fußballspieler.

## Karriere
Ōtsubo erlernte das Fußballspielen in der Universitätsmannschaft der Fukuyama-Universität. Seinen ersten Vertrag unterschrieb er 2002 bei Otsuka Pharmaceutical. Der Verein spielte in der dritthöchsten Liga des Landes, der Japan Football League. 2005 wechselte er zum Ligakonkurrenten Sagawa Express Osaka. 2006 wechselte er zum Zweitligisten Ehime FC. Für den Verein absolvierte er 15 Ligaspiele. 2007 wechselte er zum Drittligisten Sagawa Printing. Ende 2010 beendete er seine Karriere als Fußballspieler.